# Ronald Venetiaan
Runaldo Ronald Venetiaan (Paramaribo, 18 juni 1936) is een voormalig Surinaams politicus. Hij was in twee perioden vijftien jaar staatshoofd en hiermee de langstzittende president van Suriname.

## Biografie

### Opleiding
Na het behalen van zijn Mulo diploma bezocht Venetiaan van 1953 tot 1955 de Algemene Middelbare School waar hij zijn vwo-diploma behaalde. Daarna vertrok hij naar Nederland waar hij wiskunde en natuurkunde studeerde aan de Rijksuniversiteit Leiden. Tijdens zijn studententijd in Leiden was Ronald Venetiaan actief lid van de studentenvereniging L.V.V.S. Augustinus. In 1964 behaalde hij zijn doctoraalexamen.

### Docent en NPS
Vervolgens keerde hij terug naar Suriname, waar hij werkzaam was als leraar wis- en natuurkunde. Vanaf 1969 was hij directeur van de Algemene Middelbare School.
In 1973 werd hij voor de Nationale Partij Suriname minister van Onderwijs en Volksontwikkeling in de regering van Henck Arron. In 1980 kwam door de Sergeantencoup onder leiding van Desi Bouterse een eind aan het kabinet-Arron II. De militairen zetten hem korte tijd onder huisarrest. Vervolgens werd hij docent aan de technische faculteit van de Anton de Kom Universiteit.

### Herstelde democratie, president (1991-1996)
Nadat de democratie met de verkiezingen van 1987 was hersteld, werd Venetiaan opnieuw minister van Onderwijs en Volksontwikkeling. Op 24 december 1990 kwam ook het kabinet Shankar/Arron ten val door een staatsgreep ("Telefooncoup").
Venetiaan werd rond zijn aantreden wel 'De man met de tien schone vingers' genoemd. Tijdens zijn regering ging het cliëntelisme waar zijn voorgangers, inclusief het militaire regime, om bekend stonden echter verder. De 46 miljoen gulden die de Nederlandse regering vrijgaf, ging voornamelijk naar de achterban die op de coalitie had gestemd.
In 1991 werd Venetiaan presidentskandidaat voor de partijaliantie Nieuw Front voor Democratie en Ontwikkeling. Hij werd op 7 september gekozen. Hij keek aan tegen een land dat zo goed als failliet was en waarvan de democratie in duigen lag. Als president wist hij de invloed van de militairen verder terug te dringen. Zo slaagde hij erin Bouterse als bevelhebber te vervangen door een loyale officier. De relaties met Nederland normaliseerden, maar tot een echte hervatting van de ontwikkelingsrelatie kwam het niet. En de Surinaamse economie bleef in de versukkeling.
Critici noemden hem besluiteloos en het volk vond hem elitair. Na vijf jaar regering moest hij zijn loopbaan voortzetten in de oppositiebanken. De verkiezingen van 1996 werden weliswaar gewonnen door het Front. Maar als gevolg van een breuk in de Vooruitstrevende Hervormingspartij haalde het Front echter niet de tweederdemeerderheid in het parlement die voor de verkiezing van Venetiaan als president benodigd was. In de Verenigde Volksvergadering, een kiescollege van landelijke en regionale vertegenwoordigers, behaalde de NDP-kandidaat en oud-premier Jules Wijdenbosch de zege.

### Opnieuw president (vanaf 2000)
Na hevige protesten vanwege het wanbeleid en hyperinflatie schreef de regering-Wijdenbosch II in 2000 vervroegde verkiezingen uit ("Bosje go home"). De verkiezingen van 2000 werden opnieuw door het Nieuw Front gewonnen en Ronald Venetiaan trad opnieuw aan als president. De staatskas was leeg en de Surinaamse gulden waardeloos.
Hij was altijd aan het werk, maar in het land werd al na een jaar gemord dat er nog steeds niets verbeterd was. Hij introduceerde een nieuwe, door de vergrote goudvoorraad stabiele munt, de Surinaamse dollar. Zelf onkreukbaar, liet hij het bij zijn coalitiepartners toe dat corruptie hoogtij vierde. Niettemin werd hij ook vijf jaar later, op 3 augustus 2005, opnieuw gekozen. Na 10 jaar werd de NPS tijdens de verkiezingen van 2010 weggevaagd door Bouterse. De partij, ooit goed voor zestien zetels in De Nationale Assemblée, had niet meer dan vier zetels overgehouden.

### Vanaf 2010
Bij de parlementsverkiezingen van 2010 was hij lijsttrekker, maar deze verkiezingen werden gewonnen door de Nationale Democratische Partij van Desi Bouterse, die president werd. Venetiaan ging voor de NPS in de Nationale Assemblée zitten. In oktober 2013 gaf hij te kennen zijn zetel op te geven.

## Nationale Partij Suriname
Venetiaan vervulde verschillende functies bij de Nationale Partij Suriname. Tussen 1987 en 1993 was hij voorzitter van de Adviesraad van de NPS. Vervolgens werd hij voorzitter van het Johan Adolf Pengel Instituut (JAPIN). In 1993 werd hij partijvoorzitter. Op 17 juni 2012 werd hij opgevolgd door Gregory Rusland.

## Onderscheidingen
Venetiaan werd meermaals onderscheiden in de Ere-Orde van de Gele Ster, waaronder in 2020 als Commandeur. In Nederland werd hij in 1978 onderscheiden met het Ridder Grootkruis in de Orde van Oranje-Nassau.

## Dichter
Sinds zijn studentenjaren is Venetiaan ook actief geweest als dichter, veelal onder het pseudoniem "Vene". Hij publiceerde gedichten in de tijdschriften Mamjo (1963) en Moetete (1968) en in De Ware Tijd Literair. Hij schreef cabaretteksten, liedjes en eenakters. Zijn werk, nationalistisch van toon, is nooit gebundeld.

## Privé
Hij is gehuwd met Liesbeth Vanenburg. Het echtpaar heeft vier kinderen. Op 1 november 2020 werd zijn dochter Shanti Venetiaan de eerste vrouwelijke voorzitter van de Anton de Kom Universiteit.
- Digitale Bibliotheek voor de Nederlandse Letteren: vene008
- Gemeinsame Normdatei: 1210882418
- International Standard Name Identifier: 0000 0003 8921 8040
- Nederlandse Thesaurus van Auteursnamen: 132273608
- Virtual International Authority File: 282596543
- WorldCat: E39PBJgmRBtJPPFJHRGM8P6Myd